# Tang Guoqiang
Tang Guoqiang (唐国强S, Táng GuóqiángP; Qingdao, 4 maggio 1952) è un attore cinese.
È stato inserito nel 2005 nella lista dei "100 migliori attori in 100 anni di cinema cinese". È stato presidente della China Film Performance Art Academy dal 2006 al 2013.